# Cal Josep del Pelat
Cal Josep del Pelat és una obra de Sarroca de Lleida (Segrià) inclosa a l'Inventari del Patrimoni Arquitectònic de Catalunya.

## Descripció
L'interès de la casa es troba al portal, el qual té una llinda horitzontal on hi ha gravades les eines d'un picapedrer així com motivacions florals.

## Història
A la inscripció de la llinda es pot llegir: "Guillem, any 1702, Mestre me fecit".